# Ошмашка
Ошма́шка — река в России, протекает по Ядринскому району Чувашской Республики. Правый приток Вылы. 

## География
Исток реки у деревни Изамбаево в 19 км к северо-востоку от города Ядрин (по другим данным — исток в лесном массиве к востоку от деревни Медякасы). Река течёт на юг, затем на юго-запад. В нижнем течении на левом берегу реки расположены деревни Нижние Мочары и Шоркино. Впадет в Вылу у села Чиганары. Устье реки находится в 8,8 км от устья Вылы по правому берегу. Длина реки составляет 17 км, площадь водосборного бассейна — 87 км². Коэффициент густоты речной сети 0,67 км/км². Имеет 4 притока.

## Данные водного реестра
По данным государственного водного реестра России относится к Верхневолжскому бассейновому округу, водохозяйственный участок реки — Сура от устья реки Алатырь и до устья, речной подбассейн реки — Сура. Речной бассейн реки — (Верхняя) Волга до Куйбышевского водохранилища (без бассейна Оки).
Код объекта в государственном водном реестре — 08010500412110000040384.

## Название
Возможно, название реки произошло от мар. ошма «песок»; ошма кӱ «песчаник».— Географические названия Чувашской Республики

## Хозяйственное использование и экология
В районе деревни Мурзакасы функционирует гидротехническое сооружение.